# Bölcskei Elemér
Bölcskei Elemér (Pestszentlőrinc, 1917. november 1. – Budapest, 1977. június 16.) magyar építőmérnök, egyetemi tanár, az első magyarországi alumíniumhíd tervezője, a Magyar Tudományos Akadémia levelező tagja.

## Élete
Bölcskei Elemér 1917-ben született a Pest-Pilis-Solt-Kiskun vármegyei Pestszentlőrincen, Bölcskei Imre postatisztviselő és Singer Aranka fiaként. 1935-ben érettségizett a budapesti Kölcsey Ferenc Gimnáziumban, majd 1940-ben a József Nádor Műszaki és Gazdaságtudományi Egyetemen szerzett mérnöki oklevelet. 1937 és 1944 között Menyhárd István tervezőirodájában dolgozott, majd 1945-ig Mátrai Gyula tervezőirodájának mérnöke volt.
A második világháborút követően a Delta Magas- és Mélyépítő Rt. munkatársa, 1947-ben pedig a Közlekedésügyi Minisztérium Hídosztálya önálló tervezőmérnöke lett. 1948 és 1952 között rövid ideig az Építéstudományi Intézet Ipari Tervezési Osztályán dolgozott, valamint az Állami Építéstudományi és Tervező Intézet munkatársa és a Mélyépterv tervezőmérnöke volt, majd 1952-ben az Út- és Vasúttervező Vállalat Vasbeton Hídosztályának vezetője volt.
1955-től 1961-ig az ÉKME Mérnöki Kar, illetve a BME Építőmérnöki Kar II. sz. Hídépítési Tanszék egyetemi docense volt, majd 1961-ben egyetemi tanárnak nevezték ki. 1956-ban a műszaki tudományok kandidátusa, 1960-ban a műszaki tudományok doktora lett. Tanszékvezetőként és az egyetem rektorhelyetteseként is dolgozott. 1967 májusában az MTA levelező tagjává választották. Az MTA Műszaki Mechanikai Bizottságának és az Association Internationale des Ponts et Charentes Magyar Nemzeti Bizottságának elnöke volt.
Vasbeton- és könnyűfém-hídszerkezeteket, valamint héjszerkezeteket tervezett. Ő tervezte a budapesti Margit híd vasbetonszerkezetét (1947), az első magyarországi alumíniumhidat (Szabadszállás, 1951) és az első magyarországi előrefeszített hídszerkezeteket is (szári felüljáró, perei Hernád-híd). Bölcskei munkái közé tartozik az ország első, V-lábú kerethídszerkezete (Sztálinváros, 6-os út, 1952) és a legnagyobb nyílású vasbeton ívhídja is (Mecseknádasd, 1954). Az általa épített vasbetonszerkezetek elméleti és szerkezeti újszerűségével, gazdaságosságával és esztétikus külsejével nemzetközi elismerést vívott ki. 1977-ben hunyt el, a Farkasréti temetőben nyugszik. Sírját 2002-ben védetté nyilvánították.
1946-ban vette feleségül Tóth Erzsébet tanítónőt. Két gyermekük született, Bölcskei Elemér Péter (1947–) és Bölcskei Hedvig (1950–) gyógyszerész.

## Főbb művei
- Előfeszített hídszerkezetek (Böröcz Imre: Feszített betonszerkezetek c. könyvében, Budapest, 1953)
- Hídszerkezetek (Budapest, 1956)
- Vasbetonhidak (társszerzőkkel, Budapest, 1959)
- Vasbeton hídszerkezetek (Mérnöki kézikönyv, I-III., Budapest, 1959)
- Faszerkezetek (Budapest, 1960)
- Stavebné konstrukcie z hlinika (társszerzőkkel, Bratislava, 1963)
- Vasbetonépítés (Budapest, 1964)
- Vasbetonépítéstan (Budapest, 1964)
- Héjszerkesztés (társszerzőkkel, Budapest, 1965)
- Szerkezetépítés (társszerzőkkel, Budapest, 1965)
- Vasbetonszerkezetek (társszerzőkkel, Budapest, 1965)
- A bauxitbeton szerkezeti elemek erőtani számítása (társszerzővel, Budapest, 1971)
- Vasbetonszerkezetek. Feszített tartók (társszerzővel, Budapest, 1972)

## Díjai, elismerései
- Sztahanovista (1950)
- Dunapentelei Emlékérem (1951)